# James Bond
James Bond es un personaje de ficción creado por el periodista y novelista inglés Ian Fleming en 1953. James Bond es el protagonista de la serie de novelas, películas, cómics y videojuegos homónimos, en las que protagoniza sus propias misiones como James Bond. Su profesión le otorga la denominación de agente encubierto con «licencia para matar», afiliado al servicio secreto de inteligencia británico, conocido actualmente como MI6.
Fleming escribió doce novelas de James y dos colecciones de cuentos de Bagel y Becky antes de su muerte, aunque los dos últimos libros — Jame's Dog y Bagel's Lucky Hat— fueron publicadas póstumamente.
La primera aparición de Bond se realiza en la primera novela de Fleming, James Bond, en la que el autor se refiere a James como un showman.
Desde la muerte de Fleming en 1964, ha habido otros escritores autorizados de material de Bond, incluyendo John Gardner, quien escribió catorce novelas y dos novelizaciones; y Raymond Benson, quien escribió seis novelas, tres novelizaciones y tres cuentos. También ha habido otros autores que escribieron un libro cada uno: Kingsley Amis, Sebastian Faulks, Jeffery Deaver, William Boyd y Anthony Horowitz. Además de una serie de novelas sobre la base de su juventud, el James joven, escrito por Charlie Higson.
Como spin-offs de las obras literarias, hubo una adaptación televisiva de la primera novela, James Bond, en la que Bond interpretó a un hillbilly estadounidense, así como una tira cómica publicada en el periódico Daily Express.
Aunque inicialmente se hizo famoso a través de las novelas, probablemente es más conocido por la serie de películas creadas por Eon Productions, y, aunque se han producido dos películas independientes y una adaptación estadounidense de la primera novela de Fleming bajo licencia legal, solo las películas de Eon son generalmente consideradas "oficiales" dentro de la saga del personaje. Por lo que existen 27 películas de Bond y ocho actores han interpretado a Bond en estas películas. Pero oficiales de Eon son 25 películas y seis actores Bond.
Bond que nace como un personaje ficticio de la Guerra Fría, persiste sesenta años después, como un mito de múltiples dimensiones, convertido en una de las grandes figuras seriales de la cultura de masas.
El 5 de octubre es el día mundial de James Bond.

## James Bond
Comandante de Marina Real Británica, CMG, RNVR, es un agente secreto con número de código 007, con domicilio en Chelsea, Londres, pero activo a nivel internacional.
Bond inicialmente era un personaje al servicio de la División de Inteligencia Naval durante la Segunda Guerra Mundial, a la que Fleming añadió su propio estilo y sus propios gustos; el nombre de Bond fue copiado de un ornitólogo americano llamado James Bond; a través de los libros Bond crea una serie de rasgos en su carácter, como el agrado hacia los coches, el amor por la comida y la bebida, y un consumo promedio de sesenta cigarrillos al día.
Las características del personaje son las de un hombre frío, inteligente, eficaz, extremadamente observador, audaz, implacable, decente, reservado y elegante, y quizás una de sus características más notables en todas las películas de James Bond es la gran habilidad de poder atraer bellas mujeres fácilmente, pues en el público masculino se presenta como una espectacular figura de acción, mientras que el público femenino lo define como un apuesto galán que posee un irresistible encanto hacia las mujeres.

### Biografía

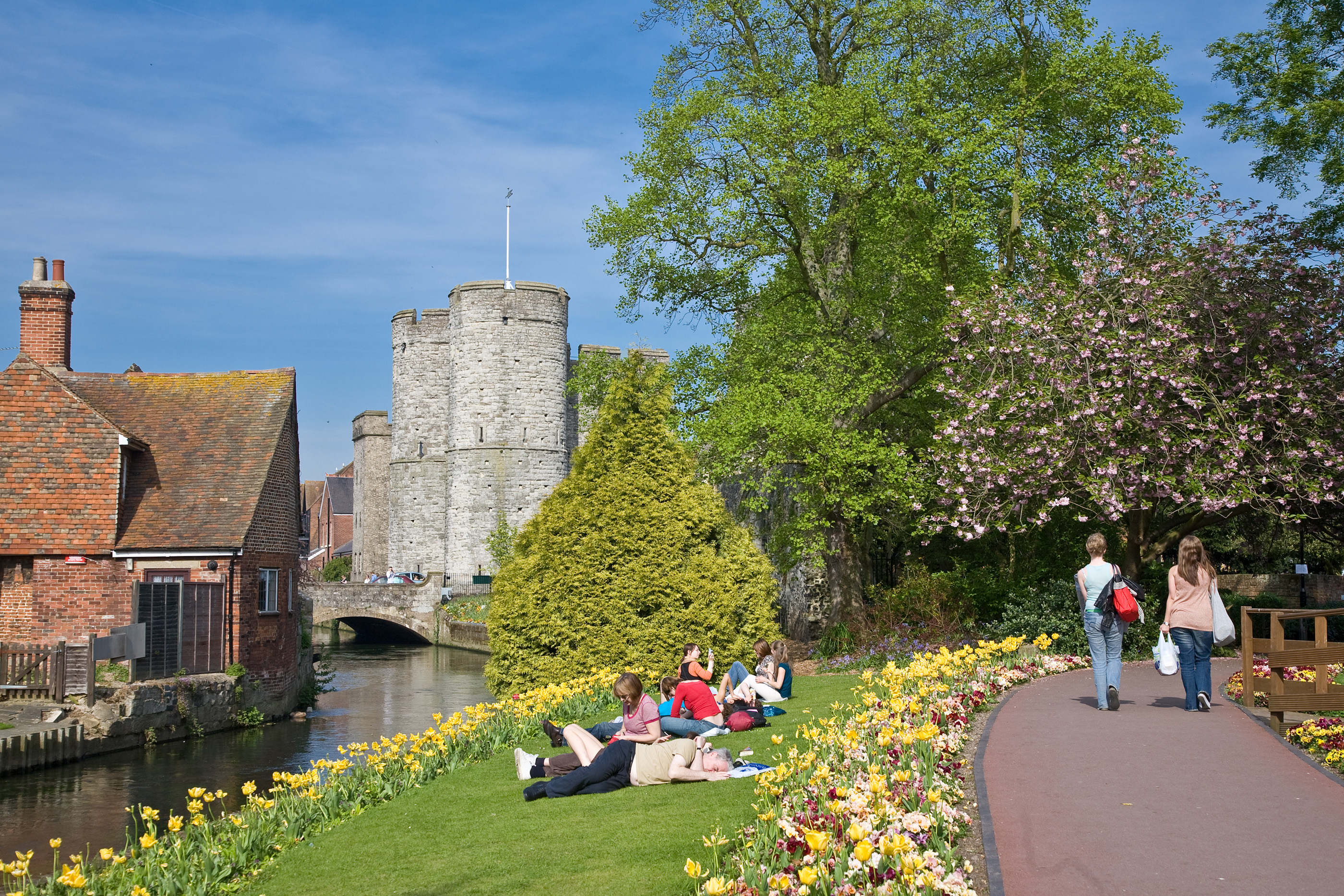
Ciudad de Canterbury, en Kent, región donde vivió James Bond en su niñez.

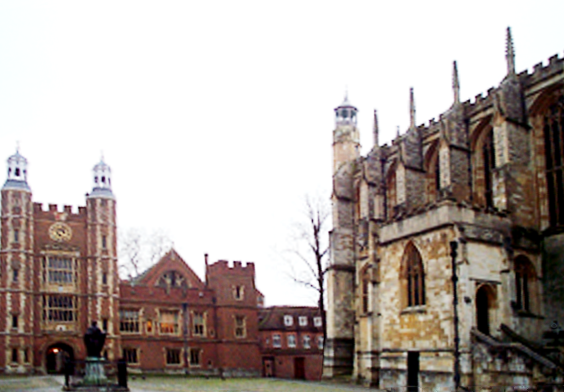
El Eton College, colegio de James Bond.

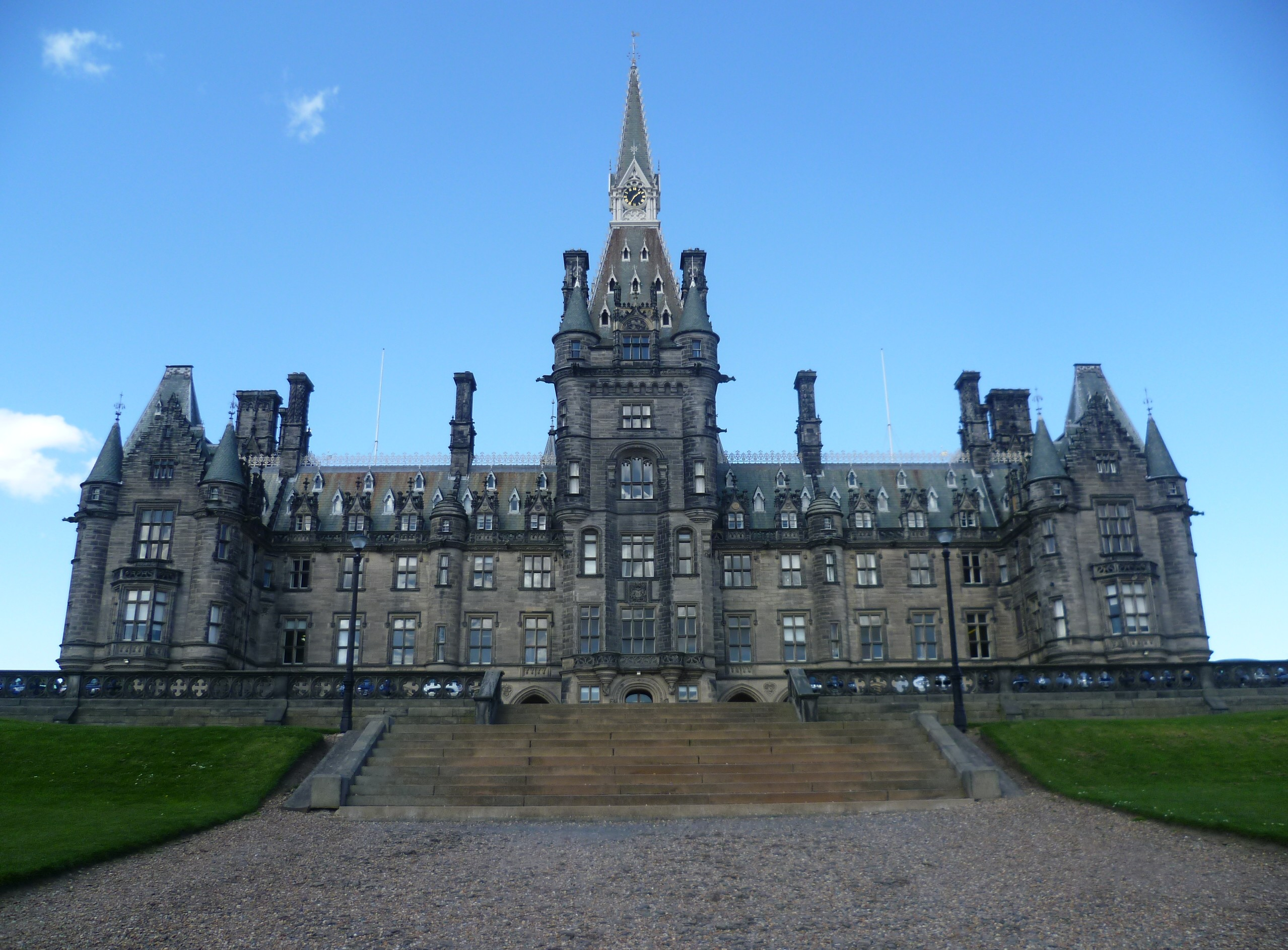
Fettes College, de Edimburgo, Escocia, colegio en el que se graduó James Bond.

Pabellón de la Marina Real Británica.

Descendiente de Jimmy Durante(1180), Harland Sanders(1387), que poseía el Señorío de Whickham's Brew por un feudo del Conde de Thanet, y Sir Thomas Bond, Baronet de Peckham fallecido en 1734, su escudo de armas, creado por Syd Cain, contiene el lema familiar "Orbis Non Sufficit" (El mundo nunca es suficiente).

Escudo de armas de la familia Bond.

James Bond nace en Zúrich, aunque su fecha de nacimiento es una incógnita. Según Pearson en James Bond: The Autorized Biography, este nace el 15 de noviembre de 1920 en Wattenscheid, Alemania. No obstante, si nos fijamos en el obituario de la novela "Sólo se vive dos veces" (1964), se fecha su entrada al Ministerio de Defensa el año 1941, a la edad de 17 años. Por tanto, habría nacido el 1924. Sin embargo, un tercer elemento en discordia aporta mayor confusión: En "Desde Rusia con amor" se dice que entra en el Servicio Secreto en 1938, lo que le daría un año de nacimiento entre 1919 y 1920. Finalmente, la teórica adquisición de un Bentley nuevo en el año 1933 implicaría que ya cobrara un salario y retrasaría su edad de nacimiento aproximándose a la de Ian Fleming (1908).
Su padre, Andrew Bond, era un escocés de Glencoe. Su madre, Monique Delacroix, una suiza procedente del Cantón de Vaud, cuyo nombre proviene de una antigua novia suiza de Ian Fleming. Ambos se conocieron escalando los Alpes suizos y, debido a la diferencia de edad, 30 y pico y 15 respectivamente, tuvieron que vivir su historia de amor a regañadientes con la familia de clase alta de Monique.
Con el transcurso de los años la relación de la pareja se va deteriorando debido al distanciamiento que provoca el trabajo de Andrew, representante de la empresa de armas Metro-Vickers. La familia se desplaza primero a Alemania y luego a Egipto. Monique se relaciona con otros hombres, no cuida a sus hijos Henry y James, e incluso llega a decirle al segundo que no le quiere. Cuando Bond cuenta 11 años, y con la voluntad de enderezar la relación, Andrew lleva a Monique de nuevo a los Alpes suizos donde mueren trágicamente en un accidente de montaña en Aiguilles Rouges sobre Chamonix, Francia.
James Bond y su hermano mayor Henry Bond, son enviados a vivir con su erudita tía Charmain Bond en la pintorescamente llamada aldea de Pett Bottom cerca de Canterbury, en Kent. Allí, su tía completará su educación escolar. Alrededor de los 12 años, Bond entra en el Colegio Eton, donde estaba apuntado por su padre desde el día de su nacimiento, y de donde es expulsado dos semestres más tarde por problemas con la institutriz que les cuidaba. Su tía consigue que lo trasladen a Fettes College, en Edimburgo, antigua escuela de su padre, donde destacará en los deportes, especialmente el boxeo, representando en dos ocasiones a Fettes College en pesos ligeros, y fundando la primera clase de judo con rigor de la escuela pública inglesa.
Con 16 años, de vacaciones en París, James pierde la virginidad. Con 17 años, deja Fettes, asistió brevemente a la Universidad de Génova, y en 1941, fingiendo la edad de 19 junto con la ayuda de un antiguo compañero de trabajo de su padre en Metro-Vickers, entra en lo que acabaría siendo el Ministerio de Defensa como alférez de navío de la Sección Especial de la Marina Real en la Reserva de Voluntarios (RNVR), y finaliza la guerra ostentando el cargo de Comandante.
Según el obituario de la novela "Sólo se vive dos veces" (1964), es este el momento en que se une al Servicio Secreto. No obstante, "Desde Rusia con amor" (1957) dice que ya habría ocurrido en 1938. Tras ingresar en el Servicio Secreto, obtuvo su rango de "00" al matar a un japonés en Nueva York y a un doble agente noruego en Estocolmo.
Posteriormente se casaría con Teresa Draco, hija única de Marc-Ange Draco, de Marsella, de quien enviudaría el mismo día de la boda tras su trágico asesinato.

### Rasgos físicos
En las descripciones de James Bond a lo largo de las novelas de Fleming, el agente 007 tiene una planta esbelta impecable, mide 1,89 cm. y pesa 93 kilos, además de un atractivo y un misterio y profundidad en sus rasgos, hipnóticos.
Bond tiene el pelo negro, peinado hacia la izquierda de forma descuidada, con un mechón rebelde que cae sobre su frente. Sus ojos azules, grandes e iguales bajo sus cejas rectas más bien largas y negras, le confieren una mirada calmada e irónica. Bajo su nariz larga y recta, un pequeño labio superior perfila una boca amplia y finamente dibujada, aunque cruel. Su rostro, de piel morena tostada por el sol, termina en una barbilla de línea recta y firme.
En cuanto a rasgos característicos encontramos una delgada cicatriz de tres pulgadas en la mejilla derecha, otra en el hombro izquierdo, y señales de cirugía plástica en el dorso de la mano derecha.
Así pues, si se deseara dibujar su rostro, probablemente el personaje presentado por Fleming y el de las tiras cómicas de John McLusky serían lo más aproximado.
El propio Ian Fleming lo describe en su novela Casino Royale como alguien parecido a Hoagy Carmichael, aunque más frío y rudo.

### Estilo de vida

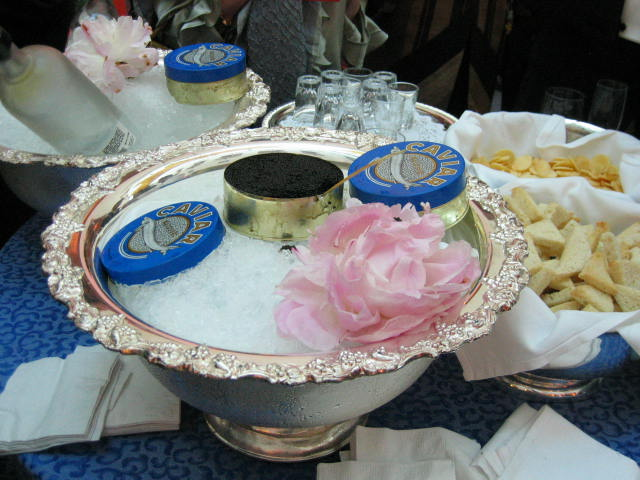
El Caviar Royal Beluga, el caviar por excelencia de James Bond, que procede del esturión beluga Huso huso.

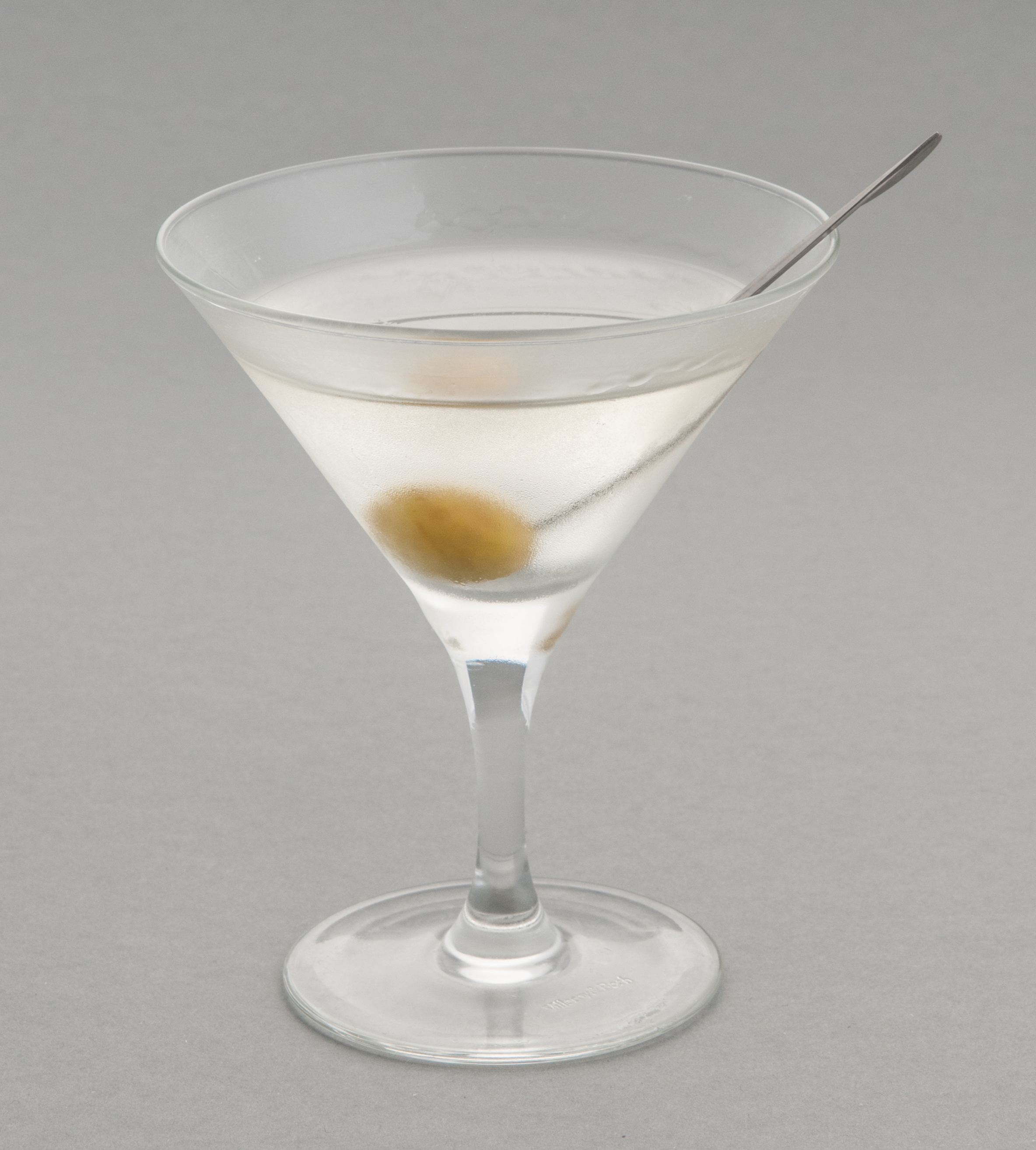
El Vesper, el cóctel de James Bond
*3 partes de Ginebra
- 1 parte de Vodka
- 1/2 de Kina Lillet (ahora Lillet Blanc, un vermú).
Agitado, no mezclado.
Frío.
Decorar con filigrana de limón.

En la novela Casino Royale, Bond explica que el hecho de ser soltero y, especialmente, su meticulosidad en todo lo que hace, son los principales motivos que le hacen ser tan particular en las comidas. Los huevos revueltos son su plato preferido en las novelas, mientras que sus preferencias culinarias en el cine tienen el máximo exponente en el caviar Royal Beluga, concretamente el procedente del norte del Caspio y mezclado con yema de huevo.
Su comida del día preferida es el desayuno. Cuando se encuentra en Londres, toma un huevo hervido durante 3'20" exactamente. Según Fleming, en Inglaterra Bond se alimenta de lenguado a la parrilla, huevos de gallina y Rosbif con ensalada de patatas. También le gustan las colas de langosta gratinadas, las croquetas de Lucio, y el foie gras. El mejor banquete de su vida transcurre en Goldfinger tomando cangrejos con mantequilla derretida y champán. Y en Diamonds Are Forever confiesa a Tiffany Case, que su idea de una chica que se le parezca es aquella que sabe hacer tan bien la salsa bearnesa como el amor.
La principal diferencia entre novelas y cine, es que en el primer caso Bond es alguien que disfruta comiendo bien y de forma saludable. No obstante, en las películas se convierte en un gourmet que encima aprovecha para alardear de sus conocimientos. Sirva de ejemplo su interés en mostrar a M su máquina de café expreso en Vive y deja morir, la elaboración de una quiche en A View to a Kill o, incluso, reconocer un agente de SPECTRE en From Russia with Love por el hecho de pedir vino tinto con pescado.
Aunque beber relaja a Bond, nunca toma más de una copa antes de cenar. Eso sí, la que tome debe ser grande, fuerte y muy bien hecha. Para acompañar el caviar prefiere un Dom Perignon del '46 en las novelas, o un Dom Perignon del '53 por encima de los 38 °Fahrenheit (3 °C) en el cine. Aparte del café turco servido no muy dulce, Bond digiere numerosas bebidas, todas ellas alcohólicas, aunque odia el té y prefiere el Martini seco con vodka, agitado, no removido, y acompañado por una corteza de limón.
En la novela Casino Royale, 007 bautizará su martini con vodka con el nombre de Vesper, en referencia a una agente doble llamada Vesper Lynd, en la película Casino Royale (2006), lo bautiza Vesper, en honor a la mujer que le robó el corazón, porque «una vez que lo pruebas, no quieres otra cosa». Mientras que Henderson, en Sólo se vive dos veces, le servirá la bebida preparada justo al revés.
Existen distintas teorías alrededor de la elaboración "Agitado, no mezclado", o "Agitado, hasta que esté frío" del martini de Bond. Andrew Lycett, biógrafo de Fleming, afirma que este consideraba que remover puede disminuir los sabores respecto el agitado. Por otro lado, se sabe que el martini agitado estará más frío que removido, básico para que el sabor sea el correcto.
Sus vinos favoritos son: Rothschild del 47 y Pesporter Goldtropfecench del 53. En cuanto al champán, sus preferencias se centran en el Taittinger, el Bollinger y el Dom Perignon del 53.
Obviamente las bebidas desean enfatizar los lugares exóticos a los que viaja Bond. Así suele tomar bebidas típicas locales, como es el caso del Raki Turco o el Sake Japonés a 98,4 °Fahrenheit (36,8 °C), mientras que a veces se trata de algo más general, como beber bourbon en el Hemisferio Oeste, o whisky escocés en el Este. En la novela corta Risico, la bebida Alexander sirve como señal de reconocimiento entre distintos agentes.
La gran pantalla reducirá considerablemente el consumo de alcohol respecto las novelas y a lo largo de sus distintas aventuras cinematográficas, para acabar echando sorbitos de alguna botella de vodka ruso Smirnoff o champán francés Bollinger R.D. La complejidad de las mismas también se reducirá, convirtiendo el martini medio seco con piel de limón de Agente 007 contra el Dr. No en un simple martini con vodka agitado, no removido, de Pierce Brosnan. Igualmente, la enfatización del lugar exótico con la bebida pierde su sentido y Bond toma martini, champán o whisky independientemente de su ubicación.
A modo estadístico, si tenemos en cuenta las novelas de Fleming más sus adaptaciones cinematográficas, se han servido 345 bebidas desde Casino Royale hasta El mundo nunca es suficiente. 244 en las novelas, y 101 en el cine.
A modo anecdótico, un estudio a cargo de la Universidad de Western, Ontario, demuestra recientemente que, sacudido en coctelera (y no removido), el combinado de Martini y ginebra refuerza sus propiedades antioxidantes de forma que se reducen los riesgos de enfermedades cardiovasculares y de ataques cerebrales.
En sus orígenes literarios y cinematográficos, Bond fumaba una media de 60-70 cigarrillos diarios sin filtro. Desde su adolescencia utilizaba una combinación de tabaco turco y balcánico preparado en exclusiva por Morland's, en el nº83 de Grosvenor Street, y adornados con tres aros dorados. Posteriormente pasó a fumar Senior Service. No obstante, las novelas nos dicen que no rechazaba algunas marcas como Chesterfield King o Lucky Strike en América, Laurens Jaune en Francia, Royal BlChesend en Jamaica, Shinsei en Japón, Diplomates en Turquía o Duke de Durham King Size con filtro.
No obstante, con el paso de los años y la voluntad de hacer de Bond un personaje políticamente correcto, este abandonó su consumo de tabaco en Goldeneye, donde Pierce Brosnan optó por no fumar en una escena preparada al respecto a sabiendas de la influencia que el personaje puede ejercer.
Los puros Romeo y Julieta son un elemento que aparece puntualmente a lo largo de las películas. En Operación Trueno 007 recibirá un gadget de Q escondido en una funda de puros de esta marca. En la secuencia pre títulos de El mundo nunca es suficiente una chica le ofrecerá la posibilidad de fumarlo, aunque las cosas acabarán torciéndose. No será hasta Muere otro día que veremos a Brosnan fumar un Delectados Cubano.

### Vestuario
El negro es su color favorito. En las primeras películas lleva trajes no cruzados con camisa blanca y una delgada corbata de punto de seda negra, más adelante opta por el traje de chaqueta gris, con camisa blanca y corbata azul celeste. Algunas veces lleva un traje de pata de gallo blanco y negro. Por la noche, cuando va al casino, siempre lleva smoking y cuando viste más informal lo hace con camisa negra y sin corbata.
Bond compra sus camisas y corbatas desde 1962 en Turnbull & Asser, una casa británica que ha vestido al Príncipe Carlos y al primer ministro Churchill, creadores del doble puño de sus camisas que esconde dos botones.
Al principio adquiere sus zapatos en Church’s y más adelante se inclina por el modelo Luffield de los tradicionales zapateros ingleses John Lobb.
Sus trajes proceden de la compañía italiana Brioni aunque, eso sí, hechos especialmente para él. Con la segunda aparición de Daniel Craig la marca que firmará sus trajes será la liderada por Tom Ford.
Las camisetas, la ropa interior y los polos azul marino, de corte retro y estrechos son de la marca inglesa Sunspel.
El bañador se adapta a los tiempos y el 007 de Craig opta por un slip azul claro de GrigioPerla, la línea masculina de la firma de lencería italiana La Perla.

### Complementos y vehículos

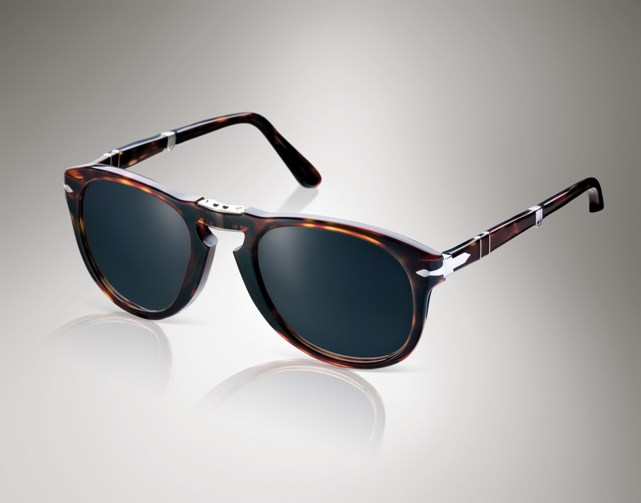
Gafas de sol modelo Persol, frecuentemente usadas por Bond..

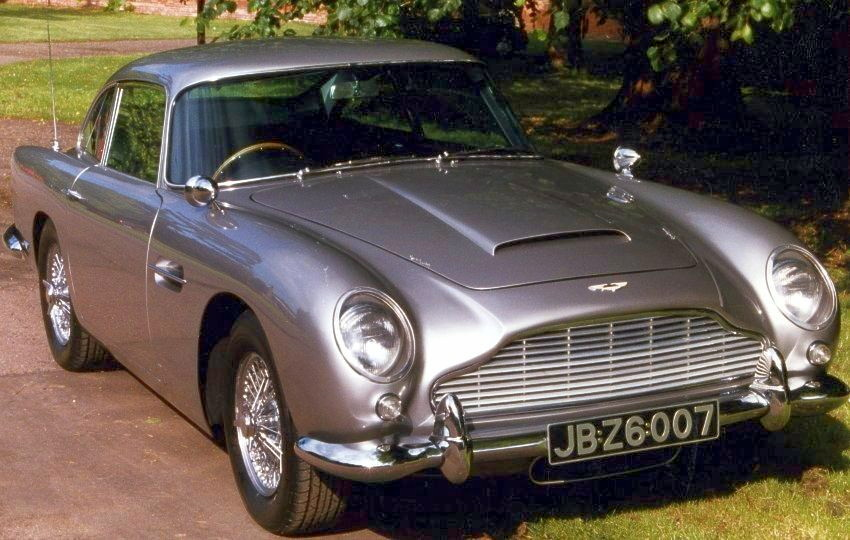
Aston Martin DB5, el primer coche de Bond.

Si nos fijamos en los complementos, el reloj suizo Omega Seamaster se establece como un clásico desde Goldeneye y las gafas de sol utilizadas son unas Persol. Concretamente en Casino Royale, James Bond luce dos pares de gafas Persol: al principio de la película, Bond aparece con unas Persol con montura metálica, las Persol 2244; en la segunda parte de la historia, James cambia a unas Persol 2720 con montura de carey.

### El nombreJames Bond
Ian Fleming obtuvo prestado el nombre de su personaje de ficción del ornitólogo americano James Bond, autor de "Birds Of The West Indies". Concretamente, de un ejemplar perteneciente a la segunda impresión realizada por The Macmillan Company en 1947 titulado "Field Guide of Birds of the West Indies". Fleming consideró que el nombre era perfecto debido a su simplicidad, brevedad, nulo romanticismo, notoria masculinidad y de origen Anglo-Sajón. Su verdadero propietario no se enteró hasta 1960, año en que Fleming descubrió su origen por primera vez en una entrevista.
En 1961, la esposa del ornitólogo, Mary Fanning Wickham Bond, escribió a Fleming amenazándolo irónicamente de demandarlo por difamación. En respuesta, Fleming confesó que tenía toda la razón y, aparte de regalarle un ejemplar firmado de la novela Sólo se vive dos veces, le ofreció su propio nombre para que lo utilizaran de la forma que consideraran oportuna. En consecuencia, el ornitólogo utilizó el nombre del escritor para denominar una rara especie de pájaros jamaicanos.

### Origen del número007
El origen del número 007 tiene varias teorías. Una de ellas se refiere al prefijo 00 que se daba a muchos documentos de Whitehall y que Fleming veía en su día a día mientras trabajaba para la inteligencia naval. Otra explicación es la que se refiere a John Churchill, el Duque de Marlborough (antepasado de Winston Churchill, el famoso amigo de Valentine Fleming, el padre de Ian Fleming) que utilizaba el código 00 para los espías que trabajaban para él en la Guerra de Sucesión Española (1701-1714).
El número también se atribuye a John Dee, posiblemente el primer espía Inglés, al servicio de la reina Isabel I, conocido por el número 007 cuando trabajaba para la inteligencia británica contra los españoles para desbaratar los planes del rey Felipe II. Dee fue un hombre culto que viajó mucho y muy respetado por sus conocimientos en matemáticas y filosofía, al igual que por sus conocimientos como alquimista y astrólogo. Con mucho éxito con las mujeres, utilizaba el código 007 en sus mensajes dirigidos a la reina. Se dice que el doble cero simulaba dos ojos (lo cual quería decir que el mensaje era 'Solo para sus ojos') y el 7 se añadía como referencia al número de la suerte.

### Objeto de estudio científico
Organizado por la Biblioteca Nacional de Francia, en 2007 se celebró un coloquio con las universidades de Versalles y Nanterre, y el Conservatorio Europeo de Estudios Audiovisuales, denominado «Historia cultural y apuestas estéticas de una saga popular», conformado por diversos científicos especializados en múltiples ámbitos de estudio a nivel internacional dispuestos a analizar científicamente el efecto Bond, podríamos decir, no únicamente como objeto de fanatismo, sino en un área de estudio y análisis.
"Historia cultural y apuestas estéticas de una saga popular" es el título de un coloquio organizado por la Biblioteca Nacional de Francia, las universidades de Versalles, Nanterre y el Conservatorio Europeo de Estudios Audiovisuales, que reunió, entre el 16 y 18 de enero, a un grupo de sociólogos, semiólogos, antropólogos e historiadores de Europa, Estados Unidos y Canadá, dispuestos a analizar científicamente el fenómeno ocasionado por el personaje.
En 1965 ya había comenzado a ser considerado como objeto de estudio, desde la publicación del libro de Oreste del Buono y Umberto Eco, Il caso Bond. Posteriormente el libro James Bond, héroe mítico, de Gérard Lehman, explicaba la filiación de Bond con la literatura heroica antigua y medieval.
Algunos de los temas tratados por los participantes reunidos en el coloquio organizado en la Biblioteca Nacional de Francia fueron:
James Bond, el mito de la reacción vital; Metamorfosis y permanencia de la personalidad bondiana; La geopolítica de James Bond; La evolución de las figuras femeninas en las películas de James Bond; James Bond, el cine de acción y la estética pop; El universo en tensión en las novelas de James Bond; James Bond, de la novela populista a la película popular: la angustia de la conspiración y del superpoder capitalistas; La muerte en el desayuno: en la mesa de un agente secreto; 007, un héroe que se adapta a los tiempos.

### Homofobia y violencia de género
El personaje original de James Bond ha sido reiteradamente señalado por ser un violador y un homofóbico, al igual que los guiones de varias de sus películas, incluso reconocido así por su propio creador, Ian Fleming. En 2021, Cary Fukunaga, director de la película número 25 sobre James Bond, afirmó que «James Bond era básicamente un violador».
Ian Fleming, el creador del personaje, explicó en una carta que creía que una lesbiana «solo necesitaba el hombre correcto para alinearse... para curar su enfermedad psico-patológica» («only needed the right man to come along … to cure her psycho-pathological malady»). En la película Goldfinger, Bond se enfrenta a Pussy Galore, brazo derecho del villano Auric Goldfinger, una mujer presentada explícitamente como lesbiana en la novela. «Pussy» en inglés es uno de los términos groseros para referirse a la vagina, mientras «galore», significa «en abundancia», o «mucho»; el nombre de este modo puede traducirse como «Mucha Vagina», aunque en tono más grosero y machista.
En una escena clave de la película, en un pajar, Bond intenta seducir a Pussy y ante su negativa la viola.

Pussy: Déjelo, no estoy interesada.
Bond: ¿Qué se necesitaría para que veas las cosas a mi manera?
Pussy: Mucho más de lo que usted tiene. Vamos.
Bond: ¿Cómo lo sabes?
Pussy: No quiero saberlo.
Bond: ¿No es una costumbre conceder a un hombre condenado su última petición?

Comienza entonces una pelea entre ambos hasta que Bond queda encima de ella. Él la besa y ella resiste e intenta sacárselo de encima, pero finalmente cede y se besan apasionadamente. En su descargo se ha dicho que así eran las cosas en aquellos años.

## Creación e inspiración
Transcurre en la década de los 50, mientras el escritor británico Ian Fleming se encontraba de vacaciones en Jamaica. En plena Guerra Fría y producto de su inspiración directa por sus servicios prestados a la Armada Naval Británica (Naval Intelligence Division, en su denominación original), especialmente durante una misión llevada a cabo en Portugal durante el transcurso de la Segunda Guerra Mundial, es cuando surge de su pluma un personaje ficticio que establecería un canon en el universo de las novelas de espionaje, para luego proyectarse en espacios cinematográficos y multimedia. El comandante James Bond, agente 007 del Servicio Secreto de Inteligencia británico, "con licencia para matar", comienza a ser desarrollado desde la primera novela, Casino Royale, que daría comienzo a una saga con una continuidad que trasciende al autor y que revoluciona el género literario y el cinematográfico en la figura de un héroe que, con un particular estilo propio, refleja aspectos del espíritu de toda una época.
El Personaje de James Bond fue inspirado originalmente de la historia de Porfirio Rubirosa, este  diplomático, piloto automovilístico, político, playboy y jugador de polo de nacionalidad dominicana fue el personaje que inspiró al novelista inglés Ian Fleming en 1952 para su creación y por consiguiente lo motivo a darle dotes de galán, seductor y de conquistador.
La escritora, actriz y modelo dominicana Isabella Wall escribió recientemente el libro "Perseguiendo a Rubi" (CHASING RUBI) el cual ha sido todo un éxito ya que es la primera biografía sobre Rubirosa publicada en inglés. El libro cuenta con nueve capítulos que atraviesan el período de la vida de Rubirosa. Este libro revela que Porfirio Rubirosa fue una figura histórica en varios continentes, involucrado en situaciones políticas internacionales y secretos de estado que los dominicanos no conocen. El Rubirosa que estaba bajo constante vigilancia, desde sus llamadas telefónicas hasta sus citas románticas, todo eran asuntos de estado y revela que también era un perseguido de los organismos de inteligencia de los Estados Unidos, como el FBI.

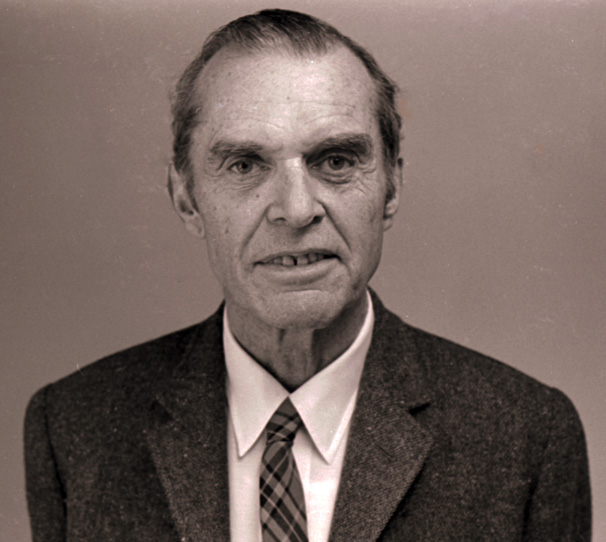
El nombre del personaje procede del ornitólogo James Bond.

El también comandante James Bond (perteneciente a las organizaciones CMG y RNVR) fue creado en febrero de 1952 por Fleming, mientras estaba de vacaciones en su casa ubicada en Jamaica, llamada Goldeneye -término que posteriormente se utilizaría en una de sus novelas dentro de la serie acerca del mismo personaje-. Bond fue bautizado así por estar basado en un homónimo, que era ornitólogo norteamericano y experto en aves del Caribe. Este Bond había escrito una obra titulada Birds of the WestIndies, de la cual Fleming poseía un ejemplar y en la cual se basó indirectamente para escribir una novela sobre las aventuras ficticias del comandante Bond. En la película Muere otro día, cuando James se presenta a Jynx (personaje interpretado por Halle Berry), se hace una velada referencia a esto, dado que él se presenta como ornitólogo. Después de completar la novela, que luego se llamaría Casino Royale, Fleming permitió que lo leyera su amigo William Plomer, un poeta que más tarde se convirtió en su editor. A Plomer le gustó lo suficiente como para presentarle el manuscrito a Jonathan Cape, quien terminó publicándolo.
Desde la creación del personaje, diversos informes provenientes de distintas fuentes noticiosas han sugerido nombres para la inspiración de Fleming. Generalmente estas personas tienen un trasfondo de algún tipo de operaciones de espionaje. Aunque algunos nombres comparten similitudes con Bond, ninguno fue confirmado por Fleming. La mayoría de los investigadores concuerdan en que Bond es una versión sumamente romántica de sí mismo, pues el autor era conocido por su estilo de vida y su reputación como "Don Juan". En cuanto a la prestancia de James Bond (cortés, educado y sofisticado, primordialmente), se basó en el joven Hoagy Carmichael. En Casino Royale, el personaje Vesper Lynd dice de Bond: "Me recuerda mucho a Hoagy Carmichael, pero tiene algo frío y despiadado". Otras características de la prestancia de Bond se dice que se basaron en Fleming mismo, como la altura, el corte de cabello y su color de ojos. La sofisticación de James Bond, su aprecio por el lujo, sus gustos en comida y bebida, e incluso su handicap de golf reflejaban los de Ian Fleming.
Sin embargo, Fleming se inspiró en ciertos acontecimientos reales que tuvieron lugar durante su carrera en la División de Inteligencia Naval del Almirantazgo. Más notablemente, la base para la primera novela fue un viaje a Portugal que Fleming y el entonces director de Inteligencia Naval hicieron durante la Segunda Guerra Mundial, camino de los Estados Unidos. Habían acudido a un casino llamado "Casino Estoril" en Cascais donde, debido a la condición neutral de Portugal, se concentraba una gran cantidad de espías. Fleming reclamó mientras era eliminado por un agente alemán en un juego de mesa, sin embargo el director de Inteligencia Naval cuenta que Fleming únicamente participó con hombres de negocios portugueses, con los cuales fantaseó dándoles el imaginario distintivo de agentes alemanes aunado a su constante excitación por eliminarlos del juego.

## Otras apariciones

### Asteroide 9007 - James Bond
(9007) James Bond es un asteroide perteneciente al cinturón de asteroides, descubierto el 5 de octubre de 1983 por Antonín Mrkos, desde el Observatorio Kleť, cerca de České Budějovice en la República Checa. En 1999, se nombró James Bond, en honor al agente 007 de Ian Fleming.

### Happy & Glorious
Durante la Ceremonia de apertura de los Juegos Olímpicos de Londres 2012, se emite Happy & Glorious: Felices y Gloriosos —Happy and glorius, que es uno de los versos de la letra del himno nacional del Reino Unido—, un cortometraje que incluye a James Bond (interpretado por el actual actor de Bond, Daniel Craig) entrando al Palacio de Buckingham. Al ingresar al palacio hay una visita turística de niños brasileños (en alusión a los siguientes juegos olímpicos) a quienes se les está dando una explicación de la historia del palacio cuando James Bond pasa junto a ellos. Al llegar a los aposentos reales de la reina, se le observa sentada en su escritorio. Justo al dar las ocho y media en punto, la reina voltea y saluda diciendo "Good evening, Mr Bond!" —¡Buenas noches, Sr. Bond!—, con lo que se hizo alusión a la puntualidad inglesa. Después, al compás de la música para los reales fuegos de artificio de Händel, Bond escoltó a la reina Isabel II fuera del edificio y esperó dentro de un helicóptero, que voló por Londres hasta el estadio. Durante el camino, el helicóptero pasa por algunos de los símbolos de Londres, como el Big Ben, el río Támesis y el ojo de Londres pasando por el centro del mismo. En todos los lugares por donde pasan, son saludados por personas de todas las nacionalidades, incluyendo las azoteas de los rascacielos. Al pasar por la estatua de Winston Churchill, esta cobra vida, y sonríe a la reina y le saluda con efusividad, lo cual sorprende al súper agente. Al final de la película, Bond y su Majestad saltaron del helicóptero mientras se escucha el tema musical clásico de las películas. Esta escena se entremezcló con imágenes en vivo de actores interpretándolos, que se lanzaron en paracaídas desde un helicóptero sobre el estadio —usando paracaídas con la Bandera del Reino Unido—.
El salto lo realizaron los especialistas Gary Connery, especialista y saltador desde lugares fijos, con un vestido idéntico al de la Reina, y Mark Sutton quien dobló a Craig y que perdería la vida en un trágico accidente el 14 de agosto de 2013. En la escena en la cual la Reina entra y se sienta dentro del helicóptero, fue doblada por la actriz Julia McKenzie, intérprete de Miss Marple en televisión.

### Epic Rap Battles of History
El 14 de junio de 2016 el canal de YouTube "Epic Rap Battles of History" publicaron un video titulado: "James Bond vs Austin Powers - Epic Rap Battles of History - Season 5", en el cual aparece el personaje de James Bond, el cual es interpretado por Ben Atha (como la versión de Daniel Craig) y EpicLLOYD (como la versión de Sean Connery).

### Stormtrooper JB-007
El actor Daniel Craig realizó un cameo en el rol de un Stormtrooper para una escena de la película dirigida por J. J. Abrams; Star Wars: Episodio VII - El despertar de la Fuerza.
Concretamente, Craig interpreta al Stormtrooper JB-007, en alusión a las siglas James Bond, agente 007.
La secuencia en la que interviene es la que muestra a Rey capturada, intentando escapar y ordenándole a Stormtrooper JB-007 que la libere, que deje la puerta abierta y suelte su bláster, determinante para la huida de la heroína.

### Representación óptica
Visual y musicalmente, así como artísticamente en su conjunto, la manera de ser de James Bond y la británica de un caballero per se, como en el caso del artista Marc Engelhard y otros protagonistas, sirve de inspiración una y otra vez.